# Wiktor Wojtas
Wiktor Jerzy Wojtas, pseud. „TaZ” (ur. 6 czerwca 1986 w Warszawie) – polski gracz e-sportowy w grach serii Counter-Strike.

## Życiorys
Karierę zawodowego gracza rozpoczął w 2004 roku w drużynie Pentagram, gdzie grał aż do 2007 i odnosił swoje pierwsze sukcesy. W następnych latach grał w takich drużynach jak MeetYourMakers, Frag eXecutors, Again i ESC Gaming.
Po pewnym czasie zdecydował się na uczestnictwo w rozgrywkach w nowej wersji gry – Counter-Strike: Global Offensive. Od 25 stycznia 2014 do 2018 był kapitanem sekcji Counter-Strike’a: Global Offensive w drużynie Virtus.pro. Dnia 6 lutego 2018 przeszedł do rezerwy. W marcu 2018 zawodnik przeszedł do drużyny Team Kinguin. W lutym 2019 został jednym z założycieli nowej organizacji e-sportowej – devils.one, jednak pod koniec kwietnia opuścił drużynę. W maju 2019 roku dołączył do drużyny Aristocracy (w późniejszym okresie drużyna zmieniła nazwę na Arcy). 14 stycznia 2020 zespół został rozwiązany. W maju tego samego roku dołączył do drużyny Honoris.
W swojej karierze wygrał dotychczas indywidualnie ponad 734 tys. dolarów amerykańskich w ramach nagród za zajmowane w turniejach miejsca. Łącznie w karierze wygrał 58 oficjalnych turniejów, 31 razy był drugi i 44 razy kończył swój udział na półfinałach (stan na 27 czerwca 2018).
Swoją karierę profesjonalnego gracza zakończył dnia 31 marca 2023.
W grudniu 2023 roku został ogłoszony jako nowy Trener drużyny G2 Esports.

## Wygrane ważniejsze turnieje

### Counter-Strike 1.6
- ClanBase EuroCup X
- SEC 2005
- WSVG 2006: London
- World Cyber Games 2006
- Intel Extreme Masters 2007
- Electronic Sports World Cup 2007
- Electronic Sports World Cup 2008
- The Gathering 2008
- Dreamhack Summer 2008
- WEG e-Star 2008
- World Cyber Games 2009
- WEG e-Star 2010
- WEG e-Star 2010 Continental Cup
- ASUS Open Summer 2011
- Copenhagen Games 2011
- SEC 2011
- World Cyber Games 2011
- Intel Extreme Masters VI[2]

### Counter-Strike: Global Offensive
- EMS One Katowice 2014
- Gfinity 3 2014
- Copenhagen Games 2015
- ESEA Invite Season 18 Global Finals 2015
- CEVO Professional Season 7 Finals 2015
- Crown’s Counter-Strike Invitational 2015
- ESL ESEA Dubai Invitational 2015
- CEVO Professional Season 8 Finals 2015
- SL i-League Invitational #1 2016
- ELEAGUE Season 2016
- DreamHack ZOWIE Open Bucharest 2016
- DreamHack Masters Las Vegas 2017
- Adrenaline Cyber League 2017[15]

## Wyróżnienia indywidualne
- 6. miejsce w rankingu najlepszych graczy na świecie w 2011 roku według serwisu hltv.org (CS 1.6)[16]